# Barbacenia cyananthera
Barbacenia cyananthera är en enhjärtbladig växtart som beskrevs av Lyman Bradford Smith och Edward Solomon Ayensu. Barbacenia cyananthera ingår i släktet Barbacenia och familjen Velloziaceae. Inga underarter finns listade.